# Joaquín de Salterain
José Miguel Joaquín de Salterain (Montevideo, 30 de noviembre de 1856 - Ib., 25 de junio de 1926) fue un poeta, periodista, político y médico uruguayo.

## Biografía
Hijo de Patricio de Salterain Bengoa y de Elisa Rambaud y Moyano, hizo sus primeros estudios en el Colegio Santa Rosa. Posteriormente, en la Escuela de la Purísima Concepción, y más tarde, en el Colegio de los Padres Escolapios, en la ciudad de Barcelona. Luego de enfermar en España de fiebre amarilla, y tras reponerse, regresa a Montevideo, donde continúa sus estudios en la Facultad de Medicina, donde se doctora en 1883. Allí recibe una beca para perfeccionarse en Europa; lo acompañaron los doctores Francisco Soca y Enrique Pouey. En Francia, hace su especialización en el campo de la Oftalmología, con los profesores Galezowski, Pannas y Wecker.
En 1886, ya en Uruguay, abrió su propio consultorio, además de una clínica para personas enfermas de bajo recursos, que fuera solventada con recursos propios. Fue designado oculista en el Asilo de Huérfanos y Expósitos, para tratar a los enfermos de tracoma.
En 1889 contrajo enlace con Manuela de Herrera, con quien tuvo 8 hijos.
Fuera del ámbito de la salud, era una apasionado por la estadística; fue así como se desempeñó como fundador y director de la Oficina de Censo y Estadística Municipal, cargo que ejerció de manera honoraria. Fundó una biblioteca a la que donó 3 000 volúmenes. Fue designado miembro de la Sociedad Internacional de Estadística de Londres. Fue responsable de publicar en Uruguay un boletín con datos demográficos y estadísticos durante el periodo 1894 a 1903.
En el año 1900 fundó el Museo Histórico Nacional.
Fue también un excelente orador, con una destacada actividad en publicaciones periódicas. Colaboró en El Siglo, El Heraldo; fue redactor en La Revista Uruguaya, y publicó varios volúmenes de crítica literaria, poesía e historia.
En la política nacional, también fue un destacado representante. Ocupó el cargo de ministro de Relaciones Exteriores entre el 1.o de diciembre de 1897 y el 21 de julio de 1898.
El año 1915 lo encontró reorganizando el Instituto Histórico y Geográfico del Uruguay, fundado en 1843, que fuera refundado en ese año a instancias de Pablo Blanco Acevedo y Setembrino Pereda.

## Obras publicadas
- Sobre Oftalmología:
  - Estudios Médicos (1885), en tres partes: «Técnica microscópica del ojo», «Contribución al estudio de la oftalmia purulenta del recién nacido» y «Notas sobre Cirugía»
  - A propósito de un caso de Oxicefalia (1917)
  - Sarcoma Coroideo en un niño (1918)
  - Ciegos de nacimiento curados (1919)
  - Zona Oftalmológica en una niña (1920)
  - Amaurosis histérica (1920)

- Sobre Estadística:
  - Contribución al estudio del desarrollo y profilaxis epidémica (1884)
  - Apuntes sobre demografía uruguaya (mortalidad general y por tuberculosis) (1887 a 1901)
  - Demografía Departamental de Salto (1903)
  - Liga uruguaya contra la tuberculosis: memoria presentada el 3 de agosto de 1903
  - El alcoholismo en el Uruguay (G. V. Mariño, 1915)
  - Mortalidad Infantil en Montevideo (1920)
  - Contribución al estudio de la epidemiología en el Uruguay (1923)

- Literatura:
  - La Lira Rota (1869)
  - María (1883)
  - Intimidades (B. Grasset, 1911)
  - Sobre motivos de Proteo (1909)
  - Artigas (1910)